# Oļegs Baikovs
Oļegs Baikovs (* 28. Dezember 1984 in Riga) ist ein ehemaliger lettischer Fußballspieler.

## Verein
Baikovs spielte in seiner Heimat für die Vereine FK Riga, JFK Olimps und den FK Vetra, ehe er 2006 zum mazedonischen Erstligisten Vardar Skopje wechselte. Dort gewann er ein Jahr später den nationalen Pokal durch einen 2:1-Finalsieg über FK Pobeda Prilep. Im Sommer 2009 ging Baikovs für sechs Monate zu ASPIS Pylas auf Zypern, ehe er nach Lettland zurückkehrte und für den FK Ventspils spielte. Nach der Saison 2010 mit nur noch zwei Einsätzen beendete der Abwehrspieler dann seine aktive Karriere.

## Erfolge
Vardar Skopje
- Mazedonischer Pokalsieger: 2007